# مایکل جیس
مایکل جیس (انگلیسی: Michael Jace؛ زادهٔ ۱۳ ژوئیهٔ ۱۹۶۲) بازیگر تلویزیون و بازیگر سینما اهل ایالات متحده آمریکا است.
از فیلم‌ها یا برنامه‌های تلویزیونی که وی در آن نقش داشته‌است می‌توان به فارست گامپ، درمانگاه خصوصی، شب‌های عیاشی، فن، سیاره میمون‌ها، روزهای عجیب و غریب، وضعیت فعلی، پرونده سرد، زاده برای مرگ، مخوف، تهدید فوری و آشکار، و اعتیاد به سفید بزرگ اشاره کرد.